# Nnamdi Anyafo
Nnamdi Anyafo – nigeryjski piłkarz grający na pozycji obrońcy. W swojej karierze grał w reprezentacji Nigerii.

## Kariera klubowa
W swojej karierze piłkarskiej Anyafo grał w klubie Enugu Rangers.

## Kariera reprezentacyjna
W 1978 roku Anyafo został powołany do reprezentacji Nigerii na Puchar Narodów Afryki 1978. Wystąpił w nim w jednym meczu, grupowym z Górną Woltą (4:2). Z Nigerią zajął 3. miejsce w tym turnieju.